# 永井幸太郎
永井 幸太郎（ながい こうたろう、1887年4月4日 - 1983年1月23日）は、日本の実業家。高畑誠一とともに日商を設立し、同社代表取締役社長や、貿易庁長官、学校法人甲南学園理事長、日本発条代表取締役社長等を歴任した。藍綬褒章受章。

## 人物・経歴
兵庫県氷上郡（現丹波市）山南町下滝出身。柏原中学校（現兵庫県立柏原高等学校）首席卒業を経て、1909年神戸高等商業学校（現神戸大学）卒業。同期には高畑誠一や出光佐三、和田恒輔がいた。卒業後スタンダード石油入社。その後高畑の誘いを受け鈴木商店に入社。本店穀肥主任、取締役本店総支配人等を経て、日本商業に出向。鈴木商店破綻後、台湾銀行の森広蔵頭取や三菱財閥の各務鎌吉などの支援を得て、高畑らとともに日本商業を分離して日商を設立し取締役に就任した。1945年日商代表取締役社長。1947年貿易庁長官、学校法人甲南学園理事長。1949年日商代表取締役社長、経済復興計画審議会委員。1951年初代柏陵同窓会会長。1956年大阪日米協会会長。1957年日本発条代表取締役社長。1959年藍綬褒章受章。

## 親族
- 永井弥太郎（元三菱レイヨン社長）は長男[10]。その妻は大森尚則（元川崎製鉄会長）の二女。
- 速水優（第28代日本銀行総裁）は娘婿[11]。速水謙（国立情報学研究所名誉教授）や速水洋子（京都大学東南アジア研究所所長）は孫。三野和雄（京都大学名誉教授）は孫の夫[12]。
- ほめ育財団 代表理事 原邦雄は曾孫